# Valle Lidder
El Valle Lidder o Valle Liddar es un subvalle del Himalaya que forma el extremo sureste del distrito de Anantnag en Cachemira administrada por la India. El río Lidder fluye por el valle. La entrada al valle se encuentra a 7 km al noreste de la ciudad de Anantnag y a 62 km al sureste de Srinagar, la capital de verano de Jammu y Cachemira. Es un valle de garganta de 40 km de longitud con un ancho promedio de 3 km.

## Geografía
El Valle Lidder está situado dentro de la jurisdicción del tehsil de Pahalgam, en el distrito de Anantnag. Está bordeado por el Valle de Cachemira al oeste y el Valle de Sind al norte, y cubre una longitud de 40 km. Tiene un ancho máximo de 5 km. La cuenca del Lidder está rodeada al sur y sureste por la Cordillera de Pir Panjal, al norte por el Valle de Sind y al noreste por la Cordillera Zaskar. La cuenca de drenaje del Lidder tiene un área de 1134 km2. Se forma por el flujo del río Lidder que discurre dentro de un valle en forma de Y, aguas arriba de Pahalgam el río se divide en el Lidder Este y el Lidder Oeste. El Lidder Este se extiende hacia el este desde Pahalgam hasta Chandanwari y fluye de este a oeste comenzando en el área del lago Sheshnag y el glaciar Shisram. El Lidder Oeste se origina en el Glaciar Kolhoi y atraviesa bosques de coníferas verdes y numerosos prados alpinos. El Valle de Lidder proporciona suministro de agua fresca a otros distritos y riego para la agricultura. El río Lidder atraviesa todo el valle pasando por varios hitos naturales y lugares turísticos, incluyendo Aru, Pahalgam, el Valle de Betab y Akad. Las principales ciudades en el Valle de Lidder son Mandlan, Laripora, Phraslun, Ashmuqam y Seer Hamdan.

## Geología

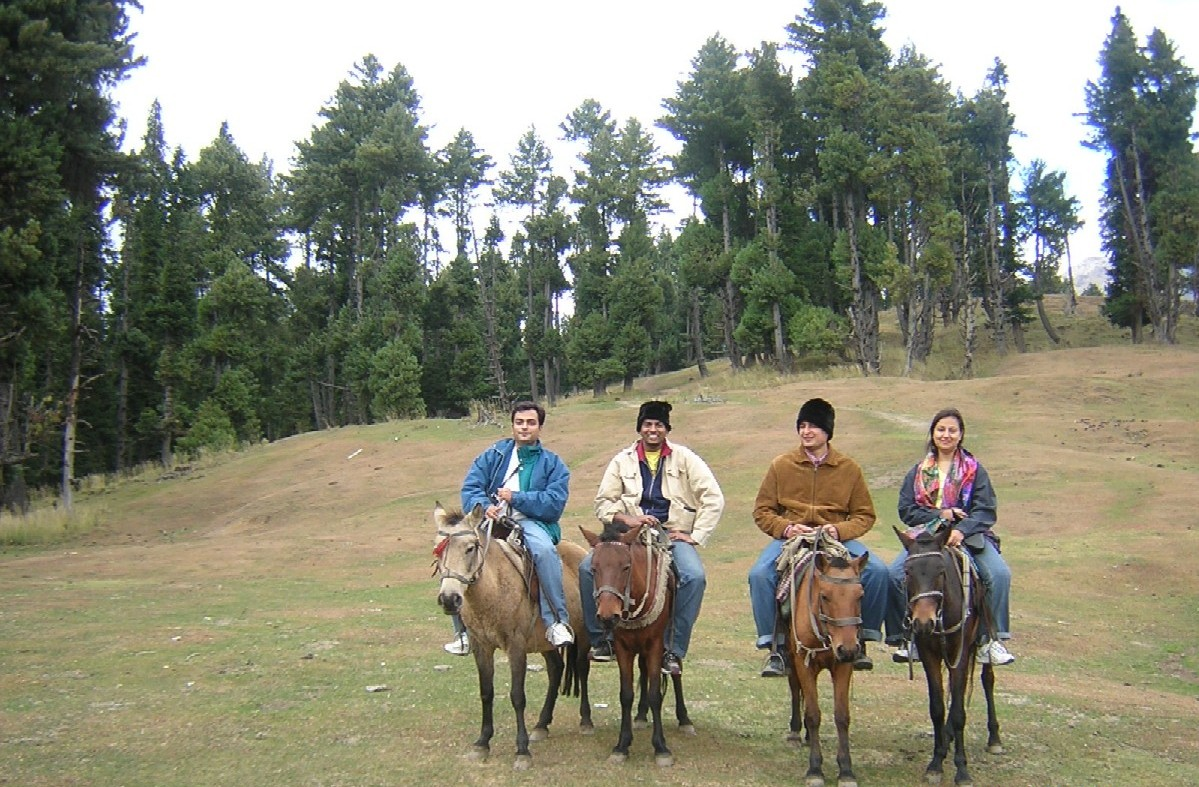
Paseos a caballo en Pahalgam

Durante millones de años, el Valle Lidder se formó mientras el río Lidder excavaba en las montañas del Himalaya. Hoy en día, el río sigue depositando capas de arena en las áreas bajas de Anantnag. Los procesos erosivos graduales han erosionado los bosques circundantes y han creado profundos desfiladeros en muchos lugares.

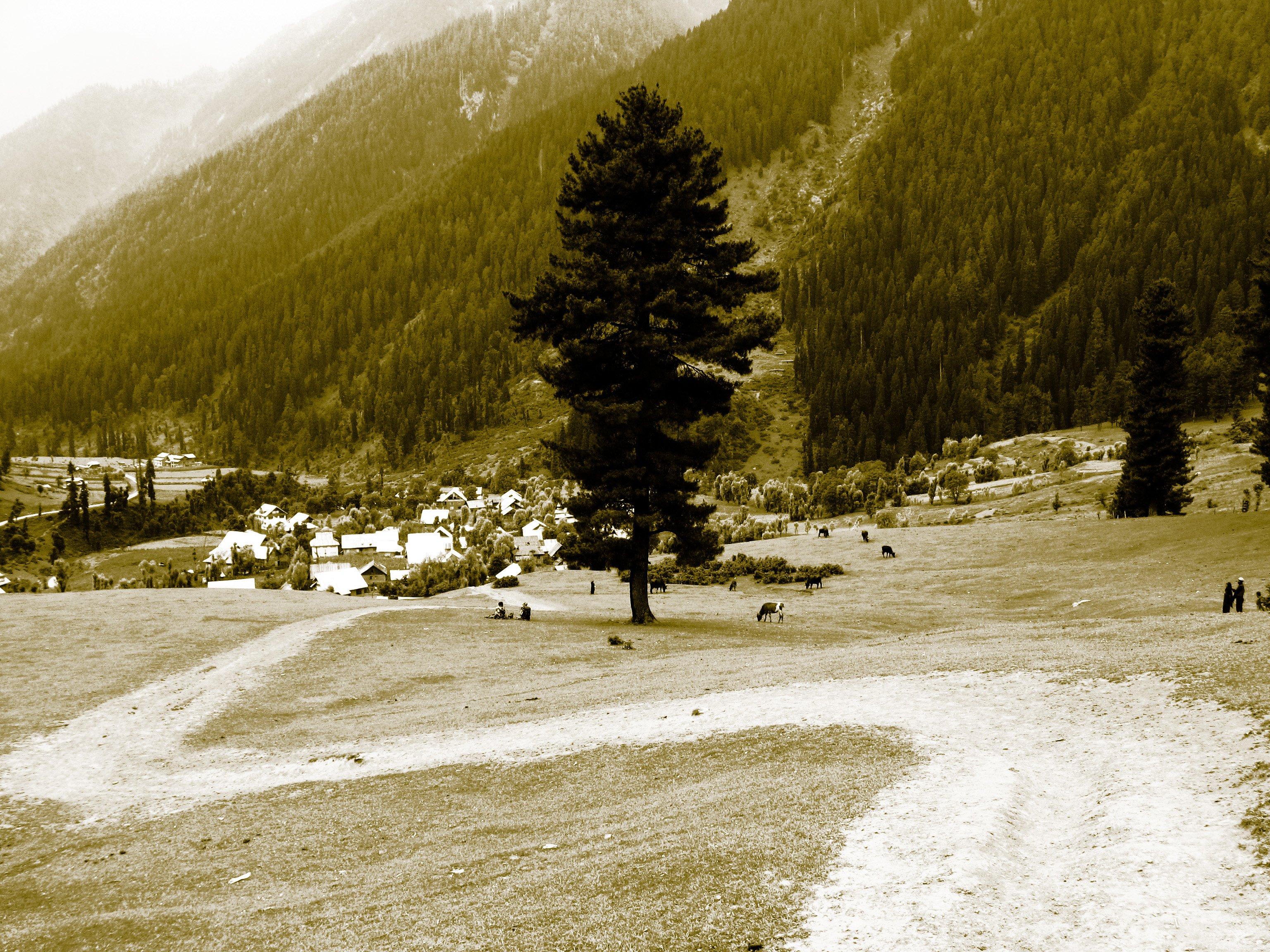
El valle Lidder en Aru, Jammu y Cachemira.

## Ecología
El Valle Lidder cuenta con numerosos arroyos alimentados por glaciares, y los afluentes del río Lidder son el hogar de diferentes tipos de truchas. El valle es el hábitat natural del oso negro del Himalaya. El oso pardo del Himalaya, el ciervo almizclero, el leopardo de las nieves y el hangul también han sido avistados en las áreas de Aru y Lidderwat, que se encuentran cerca del Parque Nacional Dachigam.